# Terence Etherton
Terence Michael Elkan Barnet Etherton, né le 21 juin 1951 à Londres et mort le 6 mai 2025, est un juge britannique à la retraite et membre de la Chambre des lords. Il est maître des rôles et chef de la justice civile de 2016 à 2021 et chancelier de la Haute Cour de 2013 à 2016.

## Biographie

### Jeunesse
Terence Etherton fréquente la Holmewood House School et la St Paul's School, et étudie l'histoire et le droit au Corpus Christi College de Cambridge. Il est membre de l'équipe britannique d'escrime (sabre) de 1977 à 1980 et est sélectionné pour participer aux Jeux olympiques d'été de 1980 à Moscou mais rejoint le boycott pour protester contre l'invasion soviétique de 1979 en Afghanistan,.

### Carrière juridique
Terence Etherton est admis au barreau (Gray's Inn) en 1974 et devient conseiller de la reine en 1990. Il est nommé juge de la Haute Cour le 11 janvier 2001 et affecté à la Division de la chancellerie, recevant la chevalerie coutumière. En août 2006, il est nommé président de la Law Commission  l'organe statutaire indépendant créé par le Law Commissions Act 1965 pour maintenir la loi à l'étude et recommander des réformes si nécessaire.
Le 29 septembre 2008, lors de l'élargissement de la Cour d'appel de 37 à 38 juges, Terence Etherton est nommé Lord Justice of Appeal. Il prête serment le 29 septembre 2008 et reçoit la nomination coutumière au Conseil privé. Le 11 janvier 2013, il est nommé chancelier de la Haute Cour.
Le 3 octobre 2016, Terence Etherton succède à Lord Dyson comme Master of the Rolls, poste qu'il quitte le 11 janvier 2021.
En octobre 2016, Terence Etherton est l'un des trois juges formant la cour divisionnaire de la Haute Cour dans une procédure concernant l'utilisation de la prérogative royale pour la délivrance de la notification conformément à l'article 50 du traité sur l'Union européenne (le traité de Lisbonne) (Santos et Miller, demandeurs -v- secrétaire d'État à la sortie de l'Union européenne, intimé).
En juin 2019, Terence Etherton, Sir Stephen Irwin et Sir Rabinder Singh constatent que les ministres ont enfreint le droit britannique lorsqu'ils « n'ont pas évalué de manière concluante si la coalition dirigée par l'Arabie saoudite avait commis des violations du droit international humanitaire dans le passé, pendant le conflit au Yémen et n'a fait aucune tentative pour le faire »,.

### Vie privée
Terence Etherton conclut un partenariat civil en 2006. Lors de sa nomination en tant que Lord Justice of Appeal en 2008, il déclare : « Ma nomination montre également que la diversité dans la sexualité n'est pas un obstacle à l'avancement jusqu'aux plus hauts niveaux de la magistrature ».
Le 10 décembre 2014, conformément à la législation autorisant les couples en partenariat civil à convertir la relation en mariage, Terence Etherton et son partenaire civil Andrew Stone se sont mariés lors d'une cérémonie de mariage dans le judaïsme réformé à la synagogue de l'ouest de Londres.
En décembre 2020, il est créé pair à vie dans les pairies politiques 2020. Le 23 décembre 2020, il est créé baron Etherton, de Marylebone dans la ville de Westminster et siège comme crossbencher.